# Raková u Konice
Raková u Konice település Csehországban, a Prostějovi járásban. 
Lakosainak száma 204 fő (2024. január 1.).

## Fekvése
Raková u Konice Ochoz, Rakůvka, Laškov, Bohuslavice és Budětsko településekkel határos.

## Népesség
A település lakosságának változását az alábbi diagram mutatja:
| Lakosok száma | 497  | 468  | 457  | 323  | 223  | 191  | 203  | 199  | 194  | 204  |
|               | 1869 | 1900 | 1921 | 1961 | 1980 | 2011 | 2016 | 2019 | 2021 | 2024 |